# Daniel Wanjiru
Daniel Kinyua Wanjiru (26 mei 1992) is een Keniaanse langeafstandsloper, die zich heeft gespecialiseerd op de halve marathon en de marathon. Met een persoonlijk record van 59.20 op de halve en 2:05.21 op de hele marathon behoort hij tot de wereldtop op deze afstanden.

## Biografie
In 2014 liep Wanjiru voor het eerst de halve marathon onder het uur. Dit was bij de halve marathon van Praag, waarin hij derde werd in 59.59. In 2015 verbeterde hij bij ditzelfde evenement zijn persoonlijk record opnieuw door de wedstrijd te winnen in 59.51. Deze titel prolongeerde hij het jaar erop. Ditmaal had hij 59.20 nodig om het parcours te voltooien.
In 2014 maakte Wanjiru zijn marathondebuut in Frankfurt. Hij finishte hier als zevende in 2:08.18. Twee jaar later liep hij de marathon van Praag en behaalde hierin een vierde plaats in 2:09.25.
In 2016 boekte Wanjiru zijn grootste succes door de marathon van Amsterdam te winnen in 2:05.21, een nieuw parcoursrecord. Met deze tijd behoorde hij in 2016 tot de tien snelste marathonlopers.
In april 2020 werd Wanjiru voorlopig geschorst vanwege mogelijk dopinggebruik naar aanleiding van onregelmatigheden in zijn bloedpaspoort. Op 14 oktober 2020 kwam de Athletics Integrity Unit (AIU) tot een eindoordeel en schorste de Keniaan definitief voor vier jaar. Bij een bloeddopingtest op 9 maart 2019 was een abnormaal hoge HGB waarde in zijn bloed aangetoond, wat zou kunnen wijzen op het gebruik van epo. Wanjiru heeft dit overigens ontkend. De schorsing is met terugwerkende kracht ingegaan vanaf 9 december 2019.
Wanjiru staat onder contract bij het Nederlandse bureau Volare Sports.

## Persoonlijke records
Baan
| Onderdeel | Prestatie | Datum         | Plaats  |
| --------- | --------- | ------------- | ------- |
| 3000 m    | 8.07,1    | 16 juni 2010  | Nairobi |
| 5000 m    | 14.01,8   | 26 mei 2014   | Nairobi |
| 10.000 m  | 28.59,9   | 22 april 2010 | Nairobi |

Weg
| Onderdeel      | Prestatie | Datum             | Plaats    |
| -------------- | --------- | ----------------- | --------- |
| 10 km          | 27.43     | 10 september 2016 | Praag     |
| 15 km          | 42.16     | 5 april 2014      | Praag     |
| 20 km          | 56.19     | 2 april 2016      | Praag     |
| halve marathon | 59.20     | 2 april 2016      | Praag     |
| marathon       | 2:05.21   | 16 oktober 2016   | Amsterdam |

## Palmares

### 5 km
- 2011:  Bovski Ulicni Tek in Bovec - 14.23,8
- 2012:  Bovski Ulicni Tek in Bovec - 14.36,3

### 10 km
- 2012:  Energielauf in Weiz - 28.57
- 2012:  Corribianco in Bianco - 28.52
- 2012:  Herbstfarbenlauf in Frauental - 28.49
- 2014: 5e Giro Media Blenio in Dongio - 29.05,8
- 2016:  Stadsloop Appingedam - 28.05
- 2016:  Birell Grand Prix in Praag - 27.43

### 15 km
- 2013:  Kerzerslauf - 44.19,9
- 2017: 4e Montferland Run in 's-Heerenberg - 43.34

### halve marathon
- 2011:  halve marathon van Mondsee - 1:03.29
- 2011: 5e halve marathon van Olomouc - 1:03.35
- 2011:  halve marathon van Faak am See - 1:07.49
- 2012: 4e halve marathon van Ceské Budejovice - 1:03.38
- 2012:  halve marathon van Krems an der Donau - 1:01.19
- 2013:  halve marathon van Radenci - 1:04.34
- 2013:  halve marathon van Karlovy Vary - 1:03.04
- 2013: 5e halve marathon van Klagenfurt - 1:04.26
- 2013: 5e halve marathon van Krems an der Donau - 1:01.34
- 2014:  halve marathon van Verbania - 1:01.39
- 2014:  halve marathon van Praag - 59.59
- 2014:  halve marathon van Genova - 1:02.52
- 2014:  halve marathon van Krems an der Donau - 1:00.38
- 2015:  halve marathon van Ras al-Khaimah - 1:00.06
- 2015:  halve marathon van Praag - 59.51
- 2016:  halve marathon van Praag - 59.20
- 2017: 7e halve marathon van Zwolle - 1:05.21
- 2018: 7e Great North Run - 1:03.40
- 2018: 25e halve marathon van Houston - 1:02.55

### marathon
- 2014: 7e marathon van Frankfurt - 2:08.18
- 2016: 4e marathon van Praag - 2:09.25
- 2016:  marathon van Amsterdam - 2:05.21
- 2017:  marathon van Londen - 2:05.48
- 2017: 8e WK - 2:12.16
- 2018: 5e marathon van New York - 2:10.21
- 2018: 8e marathon van Londen - 2:10.35
- 2019: 11e marathon van Londen - 2:08.40